# Luara Hajrapetian
Luara Hajrapetian (ur. 29 września 1997 w Astrachaniu) – ormiańska piosenkarka. Reprezentantka Armenii w 7. Konkursie Piosenki Eurowizji Junior (2009).

## Dyskografia
| Rok  | Dane dot. albumu                       |
| ---- | -------------------------------------- |
| 2004 | Poczemuczka - Wydany: 2004–2005        |
| 2005 | Krasnaja Szapoczka - Wydany: 2005–2006 |
| 2007 | Sochrani - Wydany: 2007–2008           |
| 2010 | Szokoladka - Wydany: 2010              |